# 萼距花
萼距花又名紫萼距花（学名：Cuphea hookeriana）为千屈菜科萼距花属下的一个种。

## 扩展阅读
- 維基物種上的相關：萼距花